# Лицом к лицу (фильм, 1979)
«Лицом к лицу» (алб. Ballë për ballë) — албанский художественный фильм 1979 года режиссёров Кюштим Чашку и Пиро Милкани по роману Исмаила Кадаре «Суровая зима» (алб. «Dimri i madhe»).

## Сюжет
Фильм показывает с «албанской» точки зрения — историю разрыва албано-советских отношений.
В фильме изображены судьбы членов семьи во время одного из самых сложных периодов истории Албании — разрыва албано-советских отношений в конце 1961 г.
Муйо Бермема, в качестве переводчика, направлен в Москву на международную конференцию компартий, где он становится свидетелем происшествий и споров, на фоне антиалбанской позиции, занятой руководством КПСС. В центре — фигура Энвера Ходжи и сатирически поданные образы советских руководителей — Хрущёва и других.
Финалом споров становятся события на советской военно-морской базе в Паша Лимане близ Влёры, на южном побережье Албании, где находятся 8 советских подводных лодок, подаренных Хрущевым Албании в годы существования базы в 1958—1961 г.

## В ролях
- Буяр Лако — Муйо Бермема
- Мевлан Шанай — Беснику
- Агим Шуке — комиссар флота
- Тими Филипи — Кемаль Струга
- Паймонда Буллку — Зана
- Арбен Имами — Арбен Струга
- Кадри Роши — Белул Джиномали
- Сулейман Питарка — Железнов
- Тимо Фллоко — Сергей, инженер
- Катерина Бига — Елена Грачова
- Шери Мита — советский журналист
- Лигорак Рира — адъютант Железнова
- Эдмонд Будина — комендант советской базы ВМФ
- Риро Кита — комендант Спиро
- Илир Бозо

Самый дорогой фильм из снятых в Албании к тому времени. Время съёмок фильма пришлось на довольно тяжелый для Албании период — после разрыва с КНР в 1978 г. страна оказалась в тяжёлом положении. Однако, в том же 1979 праздновали 35-летие освобождения страны (День Победы в Албании — 29 ноября), и киностудия «Новая Албания» по требованию компартии сняла киноленту о событиях 1961 года.
Это пока что единственный албанский художественный фильм, где действующие лица говорят по-русски.

## Награды
Фильм получил главную награду на IV фестивале албанских фильмов в апреле 1981 г. в Тиране.